# Club Atlético y Social Honor y Patria
El Club Atlético y Social Honor y Patria fue un club deportivo argentino de fútbol fundado en 1911 en la localidad de Bernal, ubicada en el partido de Quilmes que se encuentra en el Gran Buenos Aires. Este club es reconocido por haber jugado algunas temporadas en la Primera División de Argentina, la máxima categoría del fútbol argentino, habiéndose consagrado campeón de la segunda división en varias oportunidades.

## Historia

### Fundación
Fue fundado el 1.° de mayo de 1911 en el barrio de Villa Cramer, de la localidad de Bernal, por inmigrantes italianos que anteriormente habían constituido al club Bola de Nieve. Previo a su denominación definitiva, el club se llamó Río de la Plata.

### Llegada a la Asociación Argentina
En 1918 se afilia a la Asociación Argentina de Football y se incorpora a los torneos de Segunda División. Allí participó en la Sección 3 de la Zona Sur, donde alcanzó un pobre cuarto lugar, habiendo perdido la mayoría de sus partidos.

#### Primera desafiliación
En el torneo de 1919, su participación se vio interrumpida por el nuevo cisma ocurrido en la Asociación Argentina de Football en septiembre. Como consecuencia, varios clubes fueron expulsados y desafiliados, quedando incluido entre estos últimos. El club se encontraba participando en la Sección 2 de la Zona Sur al momento de lo ocurrido, donde también participaban Talleres United y Chacabuco, expulsado y desafiliado, respectivamente.

### En la Asociación Amateurs
Luego de dos años alejado del fútbol argentino, a finales de 1921 se afilia a la Asociación Amateurs de Football, siendo promovido a la División Intermedia para la temporada entrante.
En 1922 hizo su debut en la división, logrando una moderada campaña al haber vencido en casi la mitad de sus partidos finalizando en sexto lugar.
En los torneos de 1923 y 1924, el equipo tuvo un mejor rendimiento y finalizó en segundo y tercer lugar en la Zona 2, respectivamente.
El 8 de noviembre de 1925, hizo su debut en la Copa de Competencia de División Intermedia, cayendo por 3 a 0 ante Liniers. En tanto, por el campeonato logró nuevamente el tercer lugar en la Zona 2, debajo de Talleres y Compañía General de Buenos Aires.

### Primer título
En el torneo de 1926 realizó una estupenda campaña en la Zona 2. A pesar de que a mitad del torneo sufrió la quita de dos puntos por parte del Consejo de Neutrales, logró asegurarse el primer lugar de la zona algunas fechas antes, clasificando por primera vez a la final del campeonato.
En noviembre, mientras se disputaban los últimos partidos de las zonas, se empezaba a gestionar la fusión de las asociaciones y era emitido el Laudo por el Presidente de la Nación, Marcelo T. de Alvear, árbitro deportivo de la fusión, donde se constituía una nueva Primera División con menos equipos, una resolución que ponía en duda la posibilidad de ascenso para los campeones de División Intermedia.

#### Las finales

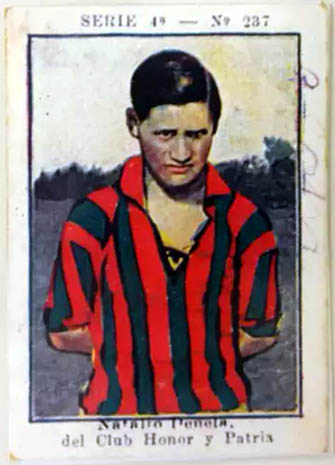
Natalio Peneta, integrante del plantel campeón.

El 26 de diciembre se disputó la final ante San Telmo en el estadio de Racing ante no menos de 15 mil espectadores. El equipo porteño logró abrir el marcador en el primer tiempo, mientras que Olivari logró el empate en el segundo tiempo que le permitió continuar en carrera al equipo de Bernal, finalizando 1 a 1.
El 10 de enero de 1927 se disputó el desempate de la final en el estadio de River Plate, donde el partido quedó empatado de principio a fin con un 0 a 0.
El 17 de enero se disputó el segundo desempate, nuevamente en el estadio de River Plate. A los 24 minutos abrieron el marcador los porteños, yéndose al entretiempo en ventaja; pero en el segundo tiempo, González logró a los 6 minutos el empate para el equipo de Bernal, y a los 23 minutos anotó el 2 a 1 definitivo que le daba su primer título al equipo y un virtual ascenso a Primera División.

### En Primera División B
Finalmente, en la Asamblea Ordinaria del 24 de febrero de 1927, se constituyó la Primera División B con los 16 clubes relegados y desafiliados de Primera División de la extinta Asociación Argentina, a los que se le sumaron los campeones de División Intermedia.
El 20 de marzo hizo su debut en el nuevo certamen, venciendo por 4 a 2 a Nacional. A pesar del buen inicio, tuvo un moderado rendimiento durante el torneo, finalizando en undécimo lugar. Su triunfo más destacado fue por 4 a 0 sobre Colegiales.
En el torneo de 1928 tuvo un mejor rendimiento, ganando la mayoría de sus partidos, alcanzando el quinto lugar. Se destacan las goleadas por 4 a 0 sobre Progresista y Palermo, y el 3 a 0 en su visita a Dock Sud que finalizó en cuarto lugar.

#### El ascenso a Primera División

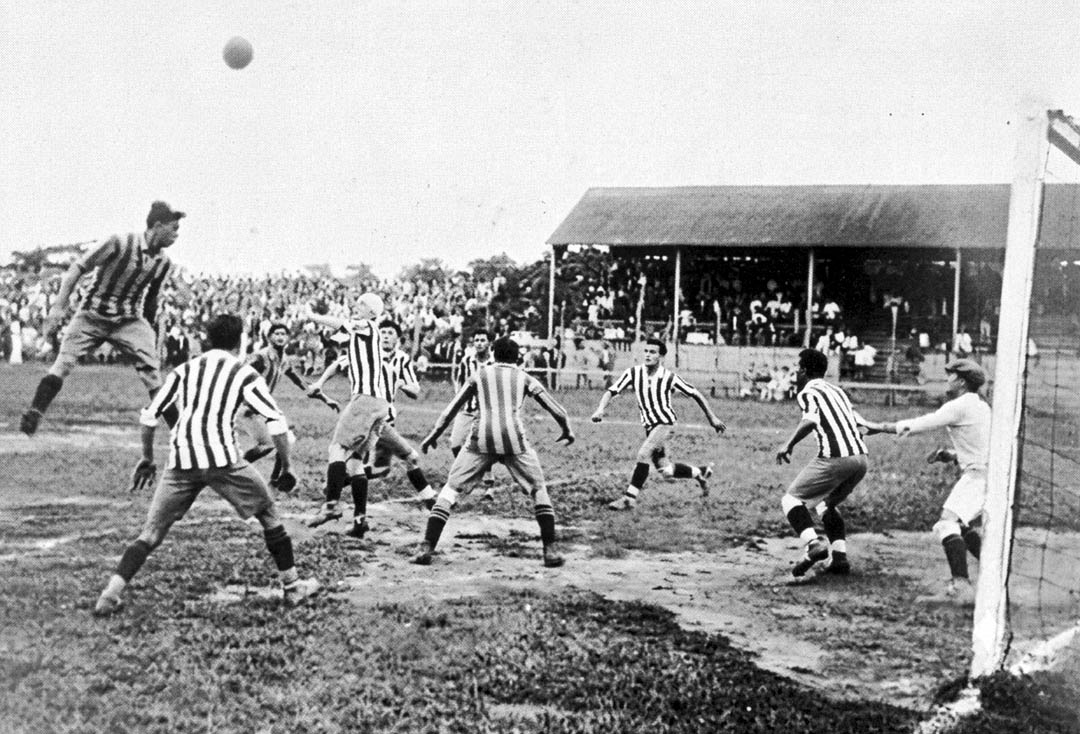
Honor y Patria venció por 3 a 0 a Liberal Argentino y ascendió a Primera División.

El torneo de 1929, que tuvo un tardío inicio por la extensión de la temporada anterior, fue el más destacado del equipo, que realizó una formidable campaña. Tras iniciar el torneo con fecha libre para el equipo, arrancó su participación igualando por 0 a 0 en su visita a Dock Sud. El 25 de agosto, por la quinta fecha, sufrió su única derrota al caer por 2 a 1 en su visita a Porteño. Las siguientes dieciséis fechas las afrontó sin ninguna derrota, siendo el animador del torneo.
El 5 de enero de 1930, por la penúltima fecha del torneo, logró vencer por 3 a 0 a Liberal Argentino y se consagró campeón por segunda vez en su historia, obteniendo el ascenso a Primera División. La formación de aquella tarde histórica tuvo: a Tomero en el arco; González y Gallini en la defensa; Aragón, Bataglini y Figueroa en el mediocampo; y a Calichio, Olivari, Angelini, Scotti, y Tizzano en la delantera. El 12 de enero se despidió de la división venciendo por 2 a 0 a Sportsman con su gente.

### Debut en Primera División
El 23 de marzo de 1930, hizo su debut en la máxima categoría ejerciendo la localía en la cancha de Argentino de Quilmes con un triunfo por 2 a 1 sobre Banfield. El 30 de marzo, por la segunda fecha, venció por 2 a 1 en su visita a Estudiantil Porteño, llegando a liderar el campeonato parcialmente junto a El Porvenir, Chacarita Juniors, Talleres, Independiente y Argentino de Banfield. Tras el buen comienzo, le siguieron al equipo una negativa racha de 21 partidos sin poder ganar, siendo derrotado en la mayoría de ellos.
El 24 de agosto se enfrentó por primera vez a uno de los cinco grandes del fútbol argentino: en su visita al Racing Club, cayó derrotado por 4 a 1, y el único gol lo anotó Olivari. El 14 de septiembre, enfrentó por primera vez a River Plate, cayendo derrotado por 5 a 0 de local.

#### El descenso
El 14 de noviembre puso fin a su mala racha, venciendo por 2 a 1 a Chacarita Juniors; sin embargo, la situación no iba a mejorar. El 23 de noviembre, venció por 2 a 1 de visitante a Argentino del Sud, que venía último en el torneo, en su último triunfo en Primera División. El 7 de diciembre enfrentó por primera vez a San Lorenzo de Almagro, cayendo por 4 a 1. Tras perder por 4 a 3 de local ante San Fernando en vísperas de año nuevo, el torneo tuvo un intervalo, finalizando el año en penúltimo lugar y en un estado crítico con el descenso.
El 8 de marzo de 1931 se reanudó el torneo, donde el equipo consiguió su último punto igualando 1 a 1 con Excursionistas por la fecha 31. El 15 de marzo se enfrentó por primera vez a Independiente, cayendo por 2 a 1 de local, quedando al borde del descenso.
Finalmente, el 22 de marzo en cancha de River Plate por la fecha 33, fue derrotado por un abultado 6 a 1 ante Sportivo Buenos Aires, siendo condenado al descenso.
El 29 de marzo disputó su último partido, recibiendo al campeón Boca Juniors, consagrado en la fecha anterior. El equipo quedó diezmado rápidamente por la lesión de Carboni, a lo que le siguió una gran cantidad de goles de los xeneizes, descontando Fontanini en el único gol del local a los 37 minutos, y se fueron al descanso perdiendo 6 a 1. En el segundo tiempo le fueron anotados los tres goles restantes, uno en contra de Tomero, cayendo finalmente por 9 a 1, su peor derrota en el torneo. Finalmente, el equipo se retiró del torneo, por lo que perdió los puntos ante Ferro Carril Oeste.

### Últimos años

#### Debut en una copa nacional
En mayo de 1931, se desata una nueva crisis en el fútbol argentino y dieciocho clubes de Primera División se retiran del campeonato, que ya había iniciado con la disputa parcial de la primera fecha, para dar origen a la primera liga profesional del país. Por tal motivo, la Asociación suspendió el campeonato en curso y postergó el inicio de los torneos. Mientras se reorganizaban los certámenes, organizó una nueva edición de la Copa de Competencia, con la participación en conjunto de los equipos de Primera División y Primera División B.
El 31 de mayo hizo su debut en la competencia cayendo por 2 a 0 ante Argentino de Banfield. El 7 de junio, consiguió su primer triunfo en cancha de Argentino de Quilmes venciendo por 2 a 1 a Gutenberg. El 14 de junio disputó su último partido, venciendo por 3 a 2 a Temperley, poniéndose a un punto de la cima del Grupo 5.

#### La expulsión
Ante la fuga de equipos, a la Asociación se le sumaba la posible desafiliación de San Isidro, que había decidido abandonar la práctica del fútbol. Ante la situación, resolvió en la Asamblea del 20 de junio la anulación de su descenso, con el objetivo de animar a su permanencia en la entidad.
La resolución tomada por la Asociación, en beneficio de San Isidro, molestó a la dirigencia del club de Bernal y, el 26 de junio, hizo reclamo pidiendo la anulación de las resoluciones de la Asamblea del 20 de junio, pidiendo que se anulen los tres descensos o ninguno, y decidió no presentarse a los partidos hasta tanto. El 1 de julio, el Consejo Directivo resolvió amonestar al club, archivar su reclamo y darle un emplazamiento para que se presente a los partidos.

Teniendo en cuenta que el Club de la referencia no presentó sus equipos en los partidos que le fijó el fixture [...], se resuelve expulsar al Club Honor y Patria, ad referéndum de la Asamblea.
Sesión del Consejo Directivo del 8 de julio de 1931.

Al no presentarse, el 8 de julio, el Consejo resolvió su expulsión y se le dieron por perdidos los partidos que le restaban por disputar en la Copa de Competencia. En respuesta, el club llevó el caso a la Inspección General de Justicia, sin éxito alguno, por lo que presentó una demanda ordinaria.
En el resto del año, el club se fusionó con el Cycles Club Bernal y se incorporó el ciclismo a la institución, por lo que se instaló una pista alrededor del campo de juego del club. El fútbol continuó practicándose en el club con el fin de mantener en forma y vinculados a la institución a los jugadores para cuando el litigio con la Asociación fuese resuelto.

#### La crisis

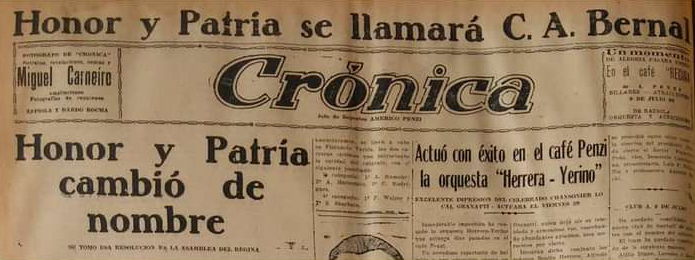
Portada del diario Crónica anunciando el cambio de nombre del club en 1932.

La paupérrima campaña del club en 1930 había dejado al club en un cúmulo de deudas y, con la pérdida de socios a raíz de la expulsión de la Asociación, los ingresos se habían reducido. Además, el inicio del profesionalismo había desmantelado el plantel campeón de 1929: el arquero Tomero se fue a Quilmes, el goleador Olivari a San Lorenzo, ambos con contratos profesionales, y Figueroa se fue a All Boys, que había ascendido a Primera recientemente.
En medio de la profunda crisis, una nueva comisión directiva con Alfredo Fazzi a la cabeza intentó negociar con la Asociación retirar la demanda a cambio de la afiliación e incorporación a la Primera División B; sin embargo, el club terminó siendo incorporado a División Intermedia. La medida provocó una crisis interna en la Comisión, que terminó renunciando en su totalidad, dejando al club al borde de la disolución.
Finalmente, el 10 de abril de 1932, se llamó a una Asamblea General y se eligió a una nueva Comisión encabezada por Pacífico Lapponi. En su gestión, el club pasó a llamarse Club Atlético Bernal y mudó su secretaría, con el fin de expandir el club por la localidad y atraer la mirada de financieros privados para sacar a la institución de la quiebra; también se incorporó la práctica de nuevos deportes como el básquet, las bochas, entre otros, con la construcción de las canchas respectivas. Sin embargo, continuaban las dificultades de los socios y el subsidio municipal había sido suspendido, mientras que la sede del club volvió a Villa Cramer ante el fallido intento de expansión. Durante este período, el club también fue impulsor y fundador de la extinta Liga Bernalense de Football, que por esos años tomó gran importancia en la zona.

#### El último campeonato
Finalmente, a finales de 1933 comenzaron las gestiones para volver al fútbol argentino, aprovechando la fuga de clubes que había sufrido la Asociación en los últimos años. El 14 de enero de 1934, se resolvió en la Asamblea General la restitución de su antiguo nombre y se afilió a la Asociación, siendo incorporado al nuevo campeonato de Segunda División, que había sido creado el año anterior y otorgaba ascenso a la máxima categoría.
El 20 de mayo inició el torneo para el equipo por la Zona Sur, ganando los puntos ante Almirante Brown; sin embargo, su participación empezó a atenuarse. Su primer partido disputado se dio el 10 de junio, en un ajustado 4 a 4 con Los Andes. Luego de eso, obtuvo los puntos ante Huracán de San Justo. Su única derrota en la cancha ocurrió el 1 de julio, por un abultado 7 a 1 de Gimnasia de Lanús. Dos semanas después consiguió otro empate ante Estrella Blanca y obtuvo los puntos ante Lomas. El resto de los partidos en la primera rueda los perdió por no presentarse.
Inició la segunda rueda nuevamente obteniendo los puntos ante Almirante Brown, pero su participación finalmente se detendría. El 2 de septiembre disputó su último partido en el fútbol argentino, con triunfo ante Los Andes por 2 a 1. Dejó de presentarse a los partidos y se les dieron por perdidos.

#### Desafiliación y disolución
El 3 de noviembre, mientras el campeonato entraba en su etapa culminante, la Asociación se fusionó con la liga profesional y dieron origen a la Asociación del Fútbol Argentino. En el Pacto de Fusión, se resolvió integrar la nueva Tercera División con los equipos de la Segunda División de la anterior Asociación Argentina que cumplieran con las condiciones establecidas en el reglamento de la previa Liga Argentina.
En junio de 1934, el municipio de Quilmes decidió comunicar la calle Tacuarí desde Cramer a Uriburu, dividiendo la manzana en lotes y la sucesión se desprendería de las mismas, poniendo fin al histórico campo de juego donde ejercía de local el club. Ante la situación, la institución se acercó a la municipalidad en el pedido de un terreno para su campo de juego, estando entre sus opciones el antiguo campo de juego de Estudiantes de Bernal (el cual era un terreno baldío) y el futuro terreno de Juventud de Bernal, sin éxito alguno.
Sin un campo de juego, la afiliación fue imposible: en marzo de 1935, la nueva Comisión presidida por Francisco Aranda, le solicitó la afiliación a la AFA, siendo desestimada efectivamente. Con la antigua Asociación Argentina extinguida, el club fue desafiliado.
La institución, alejada del fútbol argentino y sin campo de juego, pudo subsistir unos años más hasta que en 1938 se hizo oficial su disolución.

### El surgir de nuevos clubes
Luego de su malograda última participación en el fútbol argentino, varios de sus jugadores de divisiones inferiores partieron del club para dar origen a fines de 1934 al Juventud de Villa Cramer, que resultó animador de los torneos de la Liga Bernalense y que años después, se afilió a la AFA renombrado como Juventud de Bernal, compitiendo actualmente en la entidad madre del fútbol argentino.
En 1934, surgió también en Villa Cramer el club Manuel Belgrano, que se enfocaba en la práctica del básquet. Los antiguos dirigentes y socios de Honor y Patria se fueron acercando a la joven institución y llegaron a renombrarla en 1943 como Honor y Patria, adoptando sus colores e incorporando la práctica de fútbol. Sin embargo, el cambio fue efímero: en 1945 restauró su anterior denominación y continuó con su obra social hasta finalmente desaparecer.

## Estadio
Desde 1922, el club disputó sus partidos como local en el campo de juego ubicado entre las calles Cramer y Uriburu. El campo de juego, que era arrendado y no contaba con tribunas, contaba con 95 metros de largo y 75 metros de ancho, estaba cercado por alambre tejido, contaba con pasillo y casillas para jugadores, baños y cuartos de vestir.
En aquel campo de juego compitió en los distintos campeonatos hasta 1934, cuando éste fue loteado para la continuación de las calles.

## Rivalidades
El club mantuvo una gran rivalidad con el club Estudiantes de Bernal, con el que compitió en los campeonatos de División Intermedia desde 1922 hasta 1926, año en que Honor y Patria ascendió a Primera División B y Estudiantes de Bernal se desafilió de la Asociación.

## Datos del club

### Temporadas
- Temporadas en Primera División: 1 (1930)
- Temporadas en Segunda División: 9
  - Temporadas en División Intermedia: 5 (1922-1926)
  - Temporadas en Primera División B: 3 (1927-1929)
  - Temporadas en Segunda División: 1 (1934)
- Temporadas en Tercera División: 2
  - Temporadas en Segunda División: 2 (1918-1919)

- Participaciones en Copa de Competencia Jockey Club: 1 (1931)
- Participaciones en Copa de Competencia de División Intermedia: 2 (1925, 1926)